# Pozo-Lorente
Pozo-Lorente es un municipio y localidad española de la provincia de Albacete, en la comunidad autónoma de Castilla-La Mancha. El término municipal, perteneciente al partido judicial de Casas-Ibáñez, tiene una población de 386 habitantes (INE 2024).

## Historia
Perteneció durante la Edad Media al Estado de Jorquera, dentro del marquesado de Villena. Antiguamente, hasta 1857, se habría llamado Pozollorente.
A mediados del siglo XIX el lugar tenía contabilizada una población de 455 habitantes. Aparece descrito en el decimotercer volumen del Diccionario geográfico-estadístico-histórico de España y sus posesiones de Ultramar de Pascual Madoz de la siguiente manera:

POZO LORENTE: l. con ayunt. en la prov. y aud. terr. de Albacete (5 horas), part. jud. de Casas Ibañez (4), c. g. de Valencia, dióc. de Cartagena, cuyo ob. reside en Murcia (20): sit. en una hoya rodeada de cerros: su clima es templado y sano: tiene 102 casas; escuela de instruccion primaria, dotada con 800 rs.; un pozo de buenas aguas; una igl. parr. (Sta. Ana), servida por un cura y un sacristan; un cementerio en posicion que no ofende á la salubridad pública: confina el térm. con los de Jorquera, Casas de Juan Nuñez, Higueruela y Alcaraz; dentro de él se encuentran varios cas. y ald.: el terreno en su mayor parte es quebrado, pedregoso y de inferior calidad; tiene algunos trozos de monte poblado de romero, enebro, madroño, atocha y algo de pinar: caminos, los que dirigen á los pueblos limítrofes, y á Almansa, este de carruage y aquellos de herradura, todos en mal estado: correo, se recibe y despacha en Jorquera: prod.: trigo, centeno, cebaba, avena, azafran, vino, cera, miel, leñas de combustibles y buenos pastos, con los que se mantiene ganado lanar, mular y asnal: ind.: la agrícola algunos telares de lana y lienzos ordinarios, y la elaboracion de esparto, en sogas y otras manufacturas: comercio, esportacion de azafran, cera, miel, algun ganado y lana, y el sobrante de granos, é importación de los art. de consumo que faltan; hay dos tiendas de abaceria. pobl.: 104 vec., 455 alm. cap. prod.: 2.261,133 rs. imp.: 111,866. contr.:, 8,166 rs.
(Madoz, 1849, p. 193)

## Demografía
Cuenta con una población de 386 habitantes (INE 2024).
| Gráfica de evolución demográfica de Pozo-Lorente entre 1842 y 2021                                                                                                |
| |
| Población de derecho según los censos de población del INE Población de hecho según los censos de población del INEEn este censo se denominaba Pozollorente: 1842 |

## Economía
Su principal recurso es la agricultura, destacando los cereales y el viñedo. Cuenta con una cooperativa vitivinícola. 
También es importante para la economía y la tradición del pueblo la caza, con importantes cotos de caza menor.

## Patrimonio

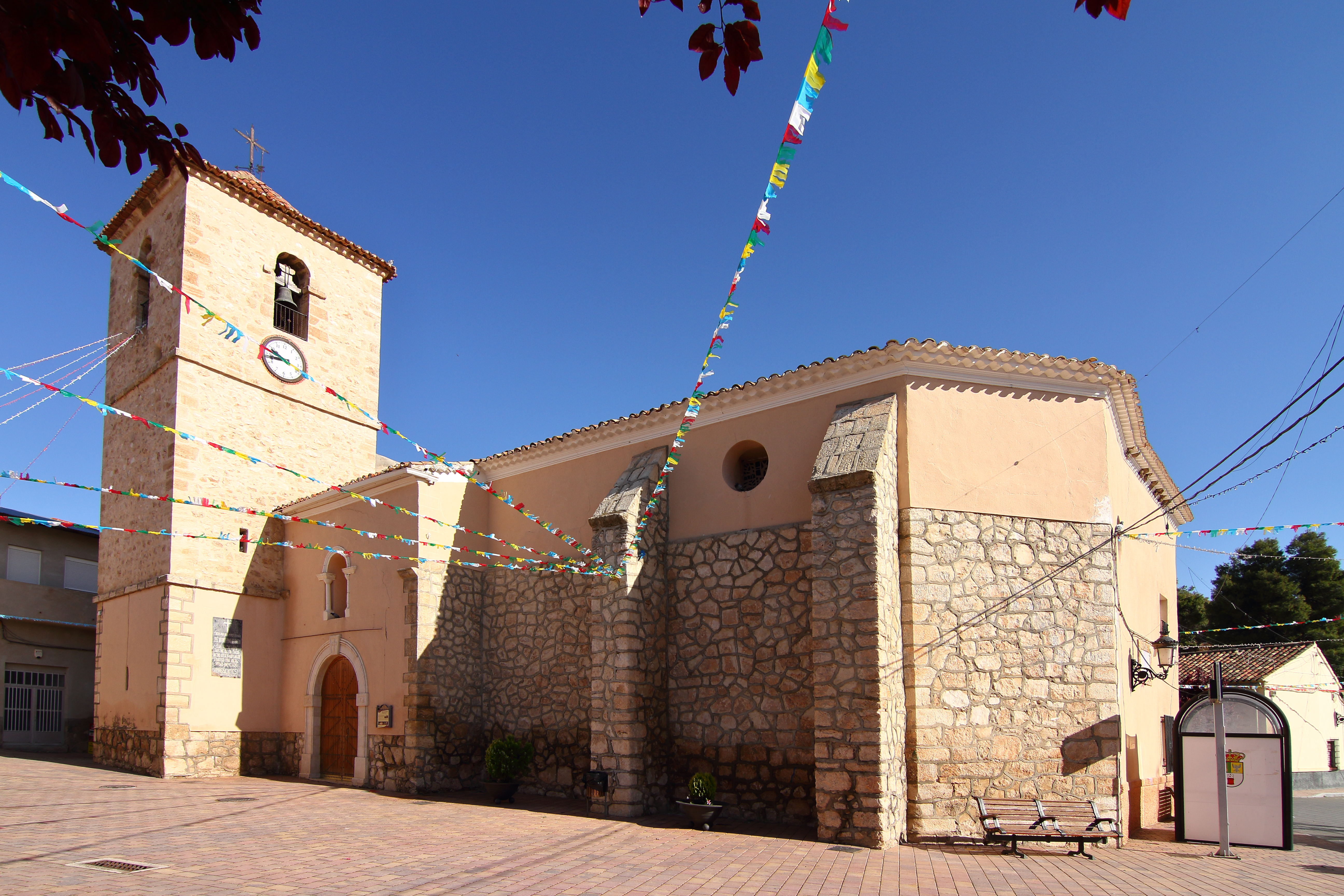
Iglesia de Santa Ana

Cuenta con una iglesia parroquial bajo la advocación de Santa Ana. Su construcción dataría del siglo XVIII, sin obras de arte reseñables.

## Fiestas
Sus fiestas patronales se celebran el 3 de mayo, en honor de la Santa Cruz, y el 26 de julio en honor de Santa Ana. 
También tiene mucha tradición la romería de San Isidro, que se celebra el 15 de mayo.